# Cartola - Música para os Olhos
Cartola - Música para os Olhos é um documentário brasileiro, lançado em 2006. Filmado com recursos digitais, o documentário conta, por meio de imagens de arquivo e depoimentos, a vida do sambista Cartola, um dos compositores mais admirados da música brasileira. 